# Martha Takane
Martha Yoko Takane Imay (México, siglo XX) es una matemática mexicana cuyos temas de investigación incluyen álgebra lineal, teoría de la representación y combinatoria algebraica. Es profesora de la Universidad Nacional Autónoma de México (UNAM) e investigadora del Instituto de Matemáticas de la UNAM.

## Biografía
Takane estudió matemáticas en la UNAM, donde obtuvo una licenciatura en 1986, una maestría en 1988 y un doctorado en 1992. Su tesis doctoral, Propiedades espectrales de las matrices de Coxeter y las matrices de adyacencia de las álgebras hereditarias de tipo salvaje, fue supervisada por José Antonio de la Peña.
Es docente de la UNAM desde 1991 e investigadora del Instituto de Matemáticas desde 1992. También fue investigadora postdoctoral en la Universidad de Bielefeld y la Universidad Noruega de Ciencia y Tecnología, y también ha enseñado en la Universidad Autónoma del Estado de México desde 2006.
También ha participado activamente en alentar a las mujeres en las matemáticas en México y cofundó un centro de estudios de género en la UNAM.

## Reconocimientos
Takane ganó el Premio Weizmann 1992 a la mejor tesis doctoral en ciencias exactas en México. Fue elegida miembro de la Academia Mexicana de Ciencias en 1998. En 2007 la UNAM le entregó el premio Sor Juana Inés de la Cruz.